# Герб Тибету
Герб Тибету — один з головних державних символів Тибету, поряд з прапором Тибету і гімном. Цей герб є офіційною печаткою Центрального Тибетського уряду у вигнанні, адміністрація якого знаходиться в Дхармасалі, Індія. Як символ тибетського руху за незалежність і свободу, герб Тибету заборонений в КНР, включаючи Тибетський автономний район, який відповідає колишній області контролю Тибетського уряду в Лхасі та іншим областям в Тибеті, приєднаних до споконвічних землях Китаю та виділених зі складу Тибетського Автономного Району.
Герб зустрічається також в чорно-білому та стандартному буддійському темно-червоному на білому варіантах.

## Опис
Містить кілька елементів прапора Тибету, розташованих трохи іншим чином, і ряд буддистських символів, які не присутні на прапорі. В першу чергу, це сонце і місяць над Гімалаями, які представляють тибетську країну, часто відому як Земля, Оточена Горами Снігу. На схилах гір стоять два снігових лева. Між левами розташоване колесо з восьми спиць, дхармачакра, що представляє Шляхетний вісімковий шлях буддизму. У колесі — обертається трьохкомпонентна коштовність, яка представляє десять чеснот і шістнадцять гуманних способів поведінки.